# Anax strenuus
Anax strenuus (лат.) — стрекоза из семейства коромысловых (Aeshnidae). Один из двух видов стрекоз, являющихся эндемиками Гавайских островов.

## Описание
Одна из крупнейших современных стрекоз с размахом крыльев до 150 мм. Грудь светлая, брюшко тёмное со светлыми пятнами. Нижняя ветвь третьей добавочной продольной жилки на крыльях почти не выражена. Глаза соприкасаются на некотором протяжении. Добычу высматривают и ловят на лету. При посадке стрекозы принимают вертикальную позу со свисающим вниз брюшком.